# Добро дошли у Шитс Крик
Добро дошли у Шитс Крик (енгл. Schitt's Creek) је канадски ситком који је креирао Ден Ливи заједно са својим оцем Јуџином Ливијем.
Серија се у Србији приказивала на каналима Суперстар 2, Инста ТВ, Ред ТВ и Pink Family. У главним улогама наступају Ден Ливи, Јуџин Ливи, Кетрин О'Хара и Ени Марфи.
Концепт серије потекао је од Дена Ливија који се запитао шта би се догодило када би богате породице, поготово оне из америчких ријалити емисија, остале без свега и како би оне на то реаговале. Потом је са својим оцем радио на развоју серије, након чега су нудили пројекат разним мрежама у Канади и  Америци. Серија је продата CBC мрежи у Канади и Pop мрежи у Америци. Након неког времена почиње да се појављује на Нетфликсу у разним регионима што доводи до популарности серије на друштвеним мрежама.
Серија је награђивана бројним наградама, али и прихваћена код критичара.

## Радња
Отуђена породица биће присиљена поново да се зближи када због преваре менаџера изгубе сво богатство. Морају да се преселе у последњу некретнину коју поседују, ону у Шитс Крику коју је Џони купио сину као лошу шалу за рођендан 1991. године.

## Улоге

### Главне
- Јуџин Ливи као Џони Роуз
- Кетрин О'Хара као Мојра Роуз
- Ден Ливи као Дејвид Роуз
- Ени Марфи као Алексис Роуз

## Епизоде
| Сезона | Сезона | Епизоде | Епизоде | Оригинално емитовање | Оригинално емитовање |
| Сезона | Сезона | Епизоде | Епизоде | Премијера            | Финале               |
| ------ | ------ | ------- | ------- | -------------------- | -------------------- |
|        | 1.     | 13      | 13      | 13. јануар 2015.     | 31. март 2015.       |
|        | 2.     | 13      | 13      | 12. јануар 2016.     | 29. март 2016.       |
|        | 3.     | 13      | 13      | 10. јануар 2017.     | 4. април 2017.       |
|        | 4.     | 13      | 13      | 9. јануар 2018.      | 19. децембар 2018.   |
|        | 5.     | 14      | 14      | 8. јануар 2019.      | 9. април 2019.       |
|        | 6.     | 14      | 14      | 7. јануар 2020.      | 7. април 2020.       |
|        | 7.     | 1       | 1       | 7. април 2020.       | 7. април 2020.       |